# Christian Lopez
Christian Lopez, född 15 mars 1953 i Aïn Témouchent, är en fransk före detta fotbollsspelare. Under sin karriär gjorde Lopez 350 matcher för Saint-Étienne där han vann ligan fyra gånger och fick silver i Europacupen 1976. Han har även representerat Toulouse och Montpellier.
I det franska landslaget gjorde han debut 26 mars 1975 i en match mot Ungern, och gjorde totalt 39 landskamper. Lopez deltog även i VM 1978 samt VM 1982, där han i den senare turneringen spelade fyra matcher då Frankrike kom fyra.

## Meriter
Saint-Étienne
- Ligue 1: 1974, 1975, 1976, 1981
- Coupe de France: 1974, 1975, 1977